# 斯普林加登 (阿拉巴馬州)
布斯普林加登（英語：Spring Garden）是一個位於美國阿拉巴馬州切羅基縣的非建制地區和人口普查指定地區。根據2010年美國人口普查，該地人口為238人。

## 地理
布斯普林加登的座標為33°58′22″N 85°33′14″W / 33.972778°N 85.553889°W，而該地最高點為海拔高度212米（即696英尺）。